# 奧里斯塔諾灣
奧里斯塔諾灣是意大利的海灣，位於薩丁尼亞島西岸，毗鄰奧里斯塔諾，屬於薩丁尼亞海的一部分，主要經濟活動有捕魚業、漁品業和旅遊業。
39°50′16″N 08°29′04″E / 39.83778°N 8.48444°E